# لاميا
لَاْمِيَة أو لمياء (بالإنجليزية: Lamia)‏ هي معبود يبرز من الأساطير الإغريقية حيث ربطت بمعبودات أخرى غير أن الإغريق يصفونها بالمعبود ذي الأصل الليبي، حيث هي الملكة.

## أوصافها
لامية هي ربة الثعابين يرمز إليها بوجه امرأة وذيل ثعبان. ولقد جعلها الإغريق ابنة لبولس ولكنها تبرز أيضاً كابنة بوسيدون الإله الذي جعله هيرودوت ليبي الأصل وجعلوا سكيلا ابنة لها. وربما تكون الوجه الأول لمصاص الدماء الحالي، وتظهر أحياناً كامرأة جميلة تغوي الشبان ثم تتغذي على حياتهم والدماء من قلوبهم.

## في الأسطورة
تروي الأسطورة أن لامية كانت ملكة ليبيا جميلة وقد وقع زيوس في غرامها ووهبها زيوس القدرة على إخراج عينيها حسب إرادتها. غير أن هيرا غارت منها فحقدت عليها فقتلت أبناءها. بعد أن قتلت هيرا أبناء لامية قامت هذه الأخيرة من باب الثأر بقتل الأبناء الآخرين. مما جعل منها رمزاً للرعب. كانت الأمهات اليونانيات يخفن أطفالهن بها وقد شقت طريقها نحو قائمة الشياطين في الأساطير الرومانية.

## أصل الأسطورة
اسمها هو مؤنث لاموس وهو ملك لايستريغونيس وكان يظن أنهما (لامية ولاموس) كانا أبناء بوسيدون وأنهما عبدوا كآلهة لكن لا يظن أنها حققت انتشاراً واسعاً، قصتها تشبه فئة الشياطين الخبيثة في التراث الكلتي والجرماني، والأسماء الجغرافية في الحكايات موجودة في اليونان وآسيا الصغرى، ويظهر أنها عبادة أتت إلى اليونان من آسيا الصغرى عبر تراقيا.

## لامية في الأدب
تظهر لامية في عمل باسمها لجون كيتس وكذلك كتب عنها غوته في عروس كورنث.